# Control and Resistance
Control and Resistance è il secondo album del gruppo musicale statunitense Watchtower, pubblicato nel 1989.

## Tracce
1. Instruments of Random Murder – 6:06
2. The Eldritch – 3:17
3. Mayday in Kiev – 5:48
4. The Fall of Reason – 8:01
5. Control and Resistance – 6:58
6. Hidden Instincts – 3:51
7. Life Cycles – 6:48
8. Dangerous Toy – 4:20

## Formazione
- Alan Tecchio – voce
- Ron Jarzombek – chitarra
- Doug Keyser – basso
- Rick Colaluca – batteria